# Јана Качур
Јана Качур (укр. Яна Качур); 13. јануар 1997) је украјинска атлетичарка специјалиста за спринтерске дисциплине.
На Европском првенству за млађе сениоре У-23 2017. освојила је две бронзане медаље. Интересантно је то што је у трци на 200 метара у квалификацијама, полуфиналу и финалу 3 пута обарала лични рекорд. Исте године учествовала је на Светском првенству у Лондону. Такмичила се у две дисциплине: 200 метара и украјинској штафети 4 × 400 метара, али у обе није успела проћи даље од квалификација.

## Значајнији резултати
| Год.                 | Такмичење                                 | Место                        | Пласман              | Дисциплина           | Резултат             | Бел.                 |
| Предстаљала Украјину | Предстаљала Украјину                      | Предстаљала Украјину         | Предстаљала Украјину | Предстаљала Украјину | Предстаљала Украјину | Предстаљала Украјину |
| -------------------- | ----------------------------------------- | ---------------------------- | -------------------- | -------------------- | -------------------- | -------------------- |
| 2013.                | Светско првенство за млађе јуниоре У-18   | Доњецк, Украјина             | 24.                  | 400 м                | 56,00 ЛР             |                      |
| 2014.                | Олимпијске игре младих                    | Нанкинг, Кина                | 9.                   | 400 м                | 54,48                |                      |
| 2016.                | Светско првенство за старије јуниоре У-20 | Бидгошч, Пољска              | 11.                  | 100 м                | 11,62                |                      |
| 2017.                | Европско првенство У-23                   | Бидгошч, Пољска              |                      | 200 м                | 23,20                |                      |
| 2017.                | Европско првенство У-23                   | Бидгошч, Пољска              |                      | 4 × 400 м            | 3:30,22              |                      |
| 2017.                | Светско првенство                         | Лондон, Уједињено Краљевство | 24.                  | 200 м                | 23,47                |                      |
| 2017.                | Светско првенство                         | Лондон, Уједињено Краљевство | 11.                  | 4 × 100 м            | 43,77                |                      |
| 2018.                | Европско првенство                        | Берлин, Немачка              | 22.                  | 200 м                | 43,77                |                      |
| 2018.                | Европско првенство                        | Берлин, Немачка              | 10.                  | 4 × 100 м            | 4,90                 |                      |

## Лични рекорди
Отворено
- 100 м – 11,51 (+1,2 м/с, Алмати 2016.
- 200 м – 23,20 (+1,3 м/с, Бидгошч 2017.
- 400 м – 53,96 Кировград 2016.

Indoor
- 60 м – 7,50 Кијев 2017.
- 200 м – 24.63 Кијев 2017.
- 400 м – 54,47 Суми 2018.